# Nürnberški procesi
Nürnberški procesi imenujemo vrsto sodnih procesov na mednarodnem vojaškem sodišču (vseh skupaj jih je bilo dvanajst), predvsem znanih zaradi sojenja najpomembnejšim predstavnikom političnega, vojaškega in ekonomskega vodstva, kot storilcem najhujših zločinov v obdobju vladavine Tretjega Reicha in za vojne zločine med drugo svetovno vojno.
Mednarodno vojaško sodišče so leta 1945 ustanovile štiri zaveznice: ZDA, Velika Britanija, Sovjetska zveza in Francija, ko so se na Potsdamski konferenci še zadnjič sestali Veliki trije (Stalin, Winston Churchill in Harry Truman).
Sodni postopki so se vršili v mestu Nürnberg, v Nemčiji, od 14. novembra leta 1945 do 1949, v tamkajšnji stavbi sodišča z zapori, današnje ime je Nürnberška palača pravice (Justizpalast Nürnberg). 
Prvi in najbolj znani izmed teh procesov (ki je trajal med letoma 1945 in 1946) je bil t.i. proces proti največjim vojnim zločincem pred mednarodnim vojaškim sodiščem (IMT), ki je sodil štiriindvajsetim od najpomembnejših zajetih voditeljev nacistične Nemčije; od katerih jih je bilo enajst obsojenih na smrt z obešanjem:
- rajhsmaršal Hermann Göring,
- notranji minister Wilhelm Frick,
- generalni vojaški guverner okupirane Poljske Hans Frank,
- šef notranje policije SD Ernst Kaltenbrunner,
- ideolog Alfred Rosenberg,
- vodja suženjskega dela (Arbeitseinsatz) Fritz Sauckel,
- zunanji minister Joachim von Ribbentrop,
- guverner Nizozemske Arthur Seyss-Inquart,
- feldmaršal Wilhelm Keitel,
- general Alfred Jodl,
- urednik časopisa Der Sturmer ter gauleiter Julius Streicher.

Trije so bili oproščeni: (gospodarstvenik Hjalmar Schacht, radijski komentator Hans Fritsche, parlamentarec Franz von Papen). 
Na zaporne kazni so bili obsojeni:
- admiral Karl Dönitz (10 let),
- prvi vodja Hitlerjeve mladine Baldur von Schirach (20 let)
- minister za oborožitev ter glavni Hitlerjev arhitekt Albert Speer (20 let),
- prvi šef nacističnega kabineta Rudolf Hess na dosmrtno ječo (kjer je bil do leta 1987),
- admiral Erich Raeder na dosmrtno ječo (kasneje oproščen),
- predsednik državne banke Walter Funk na dosmrtno ječo (prav tako kasneje oproščen).

Večina zapornikov je zaporne kazni preživela v zaporu Spandau. Tiste, ki so bili usmrčeni z obešenjem, so po usmrtitvi slekli in jih položili v krste z izmišljenimi imeni ter jih odpeljali v krematorij v Münchnu. Pepel so nato stresli v potok Wenzbach. 

## Nürnberški proces št 9
Nürnberški proces št. 9 (1946-1948) je bil namenjen sojenju voditeljem t.i. Einsatzgruppen SS, nacističnih oddelkov smrti, ki so zagrešili najhujše vojne zločine, zločine proti človeštvu, množične poboje civilistov ter vojnih ujetnikov, tudi v uničevalnih taboriščih. Glavni obtoženec tega procesa je bil vrhovni poveljnik t.i. Einsatzgruppe D, general Otto Ohlendorf, katere pripadniki so zagrešili množične poboje Judov, Romov in drugih osumljenih nasprotnikov režima na ozemlju nekdanje Sovjetske zveze, v Ukrajini in na Krimu. Skupno jih je bilo štirinajst obtožencev obsojeno na smrtno kazen z obešanjem, po pritožbi pa so jih dejansko usmrtili štiri. Poljski Jud Rafael Lemkin, po poklicu pravnik, je bil avtor skovanke genocid, ki se je v obtožnici prvič pojavila na devetem Nürnberškem procesu. Danes je pregon genocida temelj mednarodnega humanitarnega prava.

## Drugi procesi
Drugi procesi so bili namenjeni v nacistični hierarhiji nižje rangiranim zločincem in so potekali vse do leta 1949.